# Јован Ђоновић
Јован Ђоновић (Ријека Црнојевића, 22. септембар 1883 — Њујорк, 21. март 1963) био је новинар, књижевник и дипломата.

## Биографија
Завршио је Филозофски факултет у Београду 1908. Као студент је 1905/6. живо сарађивао у политици Црне Горе. У процесу званом „Бомбашка афера“ (покушај атентата на кнеза Николу и преврат), Ђоновић је осуђен (јуна 1908) на смрт. Налазио се у емиграцији у Београду. 1910, кад је српска влада жељела да обнови добре односе са Црном Гором, емигранти су склоњени из Србије, те је Ђоновић прешао у Османско царство, и живио је у Скопљу и Солуну. 1911 отишао је у Сјеверну Америку, гдје је остао до почетка балканског рата, стално у борби против реакционарних режима у Црној Гори. У Бутле-у је основао Прво Српско антиалкохоличко друштво у Америци (1911). Учествовао је у Другом балканском и Првом свјетском рату до јуна 1915, када је послан у Америку. Вратио се у току 1915. и био је на Крфу, све до пробоја Солунског фронта. Послије ослобођења постао је прво референт, затим директор Министарства исхране и обнове земље. За Уставотворну скупштину изабран је за народног посланика у Црној Гори. Од тада се бавио новинарством. — За вријеме емиграције сарађивао је на Дневном Листу, Штампи, Покрету у Загребу, итд. У Америци је покренуо два недјељна листа са својим другом Тодором Божовићем и то: Ослобођење у Чикагу и Народну Мисао у Бутле-у, нионт. (Бјуту). Оба листа покренута су у току 1911, а престала су излазити по објави балканског рата. Пред улазак у Србију (1918) оживио је у Солуну лист Српски Гласник. Уређивао га је два мјесеца. Маја 1923. покренуо је у Београду дневни лист Гласник. Био му је директор и уредник до престанка (јануара 1924). — Као чиновник, касније као посланик и новинар, писао је у многим београдским листовима, Сарађива у Републици и Буктињи. 1910 са Т. Божовићем написао је брошуру Црна Гора и Напредни покрет. 1920. написао је Проблеми скупоће.
За време Другог светског рата био је члан Централног националног комитета основаног 1941. од стране Драже Михаиловића. Био је делегат Краљевске владе за Блиски и Средњи исток 1943.
После рата живео је у емиграцији у Чикагу. Учествовао је у приређивању дела Јована Дучића која су штампана у Чикагу 1951. у издању Српске народне одбране. Учествовао је оснивању листа „Слобода“ Српске народне одбране у Америци и био председник првог Уређивачког одбора тог листа који је почео да излази 1. октобра 1952.
Јован Ђоновић је умро 1963. године.
Млађи брат Јована Ђоновића, Душан Ђоновић је прва жртва на српској страни у Првом светском рату. Страдао је одмах по отпочињању ратних дејстава, као добровољни члан четничке јединице Јована Бабунског, код железничког моста на Сави, у Београду. Вест о његовој погибији објавила је Политика, осам дана по избијању рата, 22. јула 1914. године (стари календар).

## Значајнија дела
- Тодор Божовић, Јован Ђоновић: „Црна Гора и напредни покрет“, изд. Нова штампарија „Давидовић“, Београд 1911, 308 страна
- „Проблем скупоће“, изд. Геца Кон, Београд 1919, 30 страна
- „Уставно питање“, изд. Штампарија Будућност, Београд 1921.
- „Уставне и политичке борбе у Црној Гори 1905-1910“, изд. Издавачка књижара Косте Ј. Михаиловића, Београд 1939, 331 страна
- „Моје везе са Дражом Михаиловићем“, уредио Коста Николић, изд. Институт за савремену историју, Београд 2004, 275 страна